# Lucas Pedro Alves de Lima
Lucas Pedro Alves de Lima (Estaçao, 10 de octubre de 1991), más conocido como Lucas Lima, es un futbolista brasileño que juega de defensa en el Boluspor de la TFF Primera División.

## Clubes
| Club                      | País           | Año       |
| ------------------------- | -------------- | --------- |
| Criciúma E. C.            | Brasil         | 2009      |
| S. C. Internacional       | Brasil         | 2010-2012 |
| Paraná Clube (cedido)     | Brasil         | 2011      |
| Botafogo                  | Brasil         | 2012-2015 |
| Goiás E. C. (cedido)      | Brasil         | 2014      |
| ABC                       | Brasil         | 2015      |
| F. C. Arouca              | Portugal       | 2015-2016 |
| F. C. Nantes              | Francia        | 2016-2019 |
| Al-Ahli Saudi F. C.       | Arabia Saudita | 2019-2021 |
| Estambul Başakşehir F. K. | Turquía        | 2021-2025 |
| Boluspor                  | Turquía        | 2025-     |

## Palmarés

### Títulos regionales
| Título             | Club                | Estado             | Año  |
| ------------------ | ------------------- | ------------------ | ---- |
| Campeonato Gaúcho  | S. C. Internacional | Río Grande del Sur | 2012 |
| Campeonato Carioca | Botafogo            | Río de Janeiro     | 2013 |